# Sinusleistung
Die Sinusleistung ist die Leistung, die ein Verstärker (insbesondere Audioverstärker) oder ein Sender mit einem Sinussignal bei einer definierten Frequenz in eine definierte Lastimpedanz dauernd abgeben kann.
Dabei dürfen im Verstärker nur geringe nichtlineare Verzerrungen bzw. Oberwellen entstehen. Als Grenze werden (kleinste) Anzeichen einer Begrenzung oder die 40 dB (1 %) Grenze für harmonische Verzerrungen gewählt. Das Kriterium sollte angegeben werden.
Die Sinusleistung dient im Zusammenhang mit der sogenannten Musikleistung zur Spezifizierung der Nennleistung von Audioverstärkern. 